# Daniel Lowey
Daniel McDonald Lowey  (ur. 28 października 1878 w Maughold na wyspie Man, zm. 7 kwietnia 1951 w Liverpoolu) – brytyjski przeciągacz liny, wicemistrz olimpijski.

## Kariera sportowa
Lowey startował na Letnich Igrzyskach Olimpijskich 1908 w Londynie. Podczas tych igrzysk sportowiec wraz z drużyną Liverpool Police Team zdobył srebro w przeciąganiu liny. Z kolegami wygrał spotkanie pierwszej rundy z drużyną amerykańską (1–0), a w półfinale zwyciężyli oni drużynę szwedzką 2–0. W finale przedstawiciele Liverpool Police Team przegrali z drużyną London Police Team 0–2.
Była to jedyna konkurencja olimpijska, w której startował Lowey.